# Sašo Mirjanič
Sašo Mirjanič   (Koper, 27 de gener de 1968 - Žirovnica, 25 de setembre de 1994) fou un remer eslovè que va competir durant les dècades de 1980 i 1990.
El 1988 va prendre part en els Jocs Olímpics d'Estiu de Seül, on representant Iugoslàvia, fou vuitè en la prova del dos amb timoner del programa de rem. Quatre anys més tard, als Jocs de Barcelona, representant Eslovènia, guanyà una medalla de bronze en la prova del quatre sense timoner.
En el seu palmarès també destaca una medalla de bronze a les Universíades de 1987.